# (7854) Laotse
(7854) Laotse ist ein Asteroid des inneren Hauptgürtels, der am 17. Oktober 1977 von dem niederländischen Astronomenehepaar Cornelis Johannes van Houten und Ingrid van Houten-Groeneveld entdeckt wurde. Die Entdeckung geschah im Rahmen der dritten Trojaner-Durchmusterung, bei der von Tom Gehrels mit dem 120-cm-Oschin-Schmidt-Teleskop des Palomar-Observatoriums (IAU-Code 675) aufgenommene Feldplatten an der Universität Leiden durchmustert wurden.
Benannt wurde er am 5. Oktober 1998 nach dem legendären chinesischen Philosophen Laozi,  der im 6. Jahrhundert v. Chr. gelebt haben soll und als Begründer des Daoismus (Taoismus) gilt. Ihm wurde in der Legende das Hauptwerk des Daoismus zugeschrieben, welches erst durch den Han-Kaiser Jing (157–141 v. Chr.) als Dàodéjīng (Tao Te King e, Tao Te Ching c) gefasst und betitelt wurde und wohl spätestens im 4. Jahrhundert v. Chr. entstanden ist.
Der Himmelskörper gehört zur Nysa-Gruppe, einer nach (44) Nysa benannten Gruppe von Asteroiden (auch Hertha-Familie genannt nach (135) Hertha).